# David Rice
David Rice (* 1. Januar 1989 in High Wycombe) ist ein ehemaliger britischer Tennisspieler.

## Karriere
David Rice spielt hauptsächlich auf der ATP Challenger Tour und der ITF Future Tour.
Er konnte bislang sieben Einzel- und 33 Doppelsiege auf der ITF Future Tour feiern. Auf der ATP Challenger Tour gewann er im Jahr 2012 das Doppelturnier in Izmir. Zum 24. Oktober 2011 durchbrach er die Top 200 der Weltrangliste im Doppel und seine höchste Platzierung war ein 177. Rang im August 2013. Im Einzel stand er 2014 mit Rang 283 am höchsten. 2016 spielte er sein letztes Profimatch und wurde Tenniscoach.

## Erfolge
| Legende (Anzahl der Siege)  |
| Grand Slam                  |
| ATP World Tour Finals       |
| ATP World Tour Masters 1000 |
| ATP World Tour 500          |
| ATP World Tour 250          |
| ATP Challenger Tour (1)     |

### Doppel

#### Turniersiege
| Nr. | Datum              | Turnier | Belag     | Partner       | Finalgegner                 | Ergebnis  |
| --- | ------------------ | ------- | --------- | ------------- | --------------------------- | --------- |
| 1.  | 23. September 2012 | Izmir   | Hartplatz | Sean Thornley | Brydan Klein Dane Propoggia | 7:68, 6:2 |